# Blood Moon: Year of the Wolf
Albums de The Game
Jesus Piece
(2012) The Documentary 2
(2015)
Singles
1. Bigger Than Me
Sortie : 16 juin 2014
2. Or Nah
Sortie : 1er juillet 2014

Blood Moon: Year of the Wolf est une compilation de The Game, sortie le 14 octobre 2014.

## Liste des titres
| No  | Titre                                                                                         | Contient un (des) sample(s) de                                              | Durée |
| --- | --------------------------------------------------------------------------------------------- | --------------------------------------------------------------------------- | ----- |
| 1.  | Bigger Than Me (Produit par Jordan Mosley)                                                    | Warrior Lord de Poliça                                                      | 5:31  |
| 2.  | F.U.N. (Produit par Matthew Burnett)                                                          |                                                                             | 3:05  |
| 3.  | Really (featuring Yo Gotti, 2 Chainz, Soulja Boy et T.I. – Produit par The MeKanics et OZ)    |                                                                             | 5:27  |
| 4.  | Fuck Yo Feelings (featuring Lil Wayne et Chris Brown – Produit par Ocean & Nova)              |                                                                             | 3:36  |
| 5.  | On One (featuring King Marie et Ty Dolla Sign – Produit par Isabella Summers)                 |                                                                             | 3:14  |
| 6.  | Married to the Game (featuring French Montana, Dubb et Sam Hook – Produit par Boi-1da)        |                                                                             | 4:40  |
| 7.  | The Purge (featuring Stacy Barthe – Produit par Cozmo)                                        |                                                                             | 5:14  |
| 8.  | Trouble on My Mind (featuring Dubb et Jake&Papa – Produit par Cash Jones et Stat Quo)         |                                                                             | 2:58  |
| 9.  | Cellphone (featuring Dubb – Produit par The MeKanics)                                         |                                                                             | 3:59  |
| 10. | Best Head Ever (featuring Tyga et Eric Bellinger – Produit par League of Starz)               |                                                                             | 3:39  |
| 11. | Or Nah (featuring Too $hort, Problem, AV et Eric Bellinger – Produit par Dre)                 | Don't Fight the Feelin' de Too $hort featuring Rappin' 4-Tay et Danger Zone | 4:14  |
| 12. | Take That (featuring Tyga et Pharaoh Jackson – Produit par Jereme Jay)                        |                                                                             | 3:04  |
| 13. | Food for My Stomach (featuring Dubb et Skeme – Produit par Duke Dinero)                       |                                                                             | 4:16  |
| 14. | Hit Em Hard (featuring Bobby Shmurda, Freddie Gibbs et Skeme – Produit par Amadeus)           |                                                                             | 4:41  |
| 15. | Black on Black (featuring Young Jeezy et Kevin Gates – Produit par The MeKanics et Yung Ladd) |                                                                             | 5:11  |

| 16. | Mad Flows (featuring Skeme – Produit par Rey Reel) | 3:28 |
| 17. | Bloody Moon (Produit par Nottz)                    | 3:08 |

| 18. | I Just Wanna Be (featuring Stat Quo, Sap et King Marie – Produit par Sap) | 4:24 |

| 18. | Be Nobody Else (featuring Stacy Barthe, AV et Uiie – Produit par Sap) | 5:08 |